# Deborah Bianco
Deborah Bianco ist eine ehemalige deutsche Fußballspielerin.

## Karriere
Bianco gehörte dem TuS Wörrstadt als Stürmerin an, mit dem sie bei der Premiere des DFB-Pokal-Wettbewerbs über das Achtel-, Viertel- und Halbfinale am 2. Mai 1981 das Finale erreichte. Im Stuttgarter Neckarstadion unterlag sie mit ihrer Mannschaft jedoch der SSG 09 Bergisch Gladbach mit 0:5.
Im Verlauf ihrer Karriere spielt sie von 1990 bis 1992 für den TuS Niederkirchen in der Gruppe Süd der seinerzeit zweigleisigen Bundesliga. Mit Platz zwei ist sie mit ihrer Mannschaft für die Endrunde um die Deutsche Meisterschaft qualifiziert, scheitert jedoch im Halbfinale am TSV Siegen, der sich nach Hin- und Rückspiel im Gesamtergebnis von 4:3 fürs Finale qualifizierte und sich mit 4:2 über den FSV Frankfurt den Meistertitel sicherte.
Die Folgesaison erneut auf Platz zwei beendet, scheitert sie mit ihrer Mannschaft erneut im Halbfinale nach zwei Niederlagen im Hin- und Rückspiel im Gesamtergebnis von 4:1 am Titelverteidiger, der im Finale Grün-Weiß Brauweiler mit 2:0 bezwingt.

## Erfolge
- Halbfinalist Deutsche Meisterschaft 1991, 1992
- DFB-Pokal-Finalist 1981